# دیوید زالکالیانی
دیوید زالکالیانی (گرجی: დავით ზალკალიანი)؛ (زاده ۲۷ فوریه ۱۹۶۸) یک دیپلمات و سیاستمدار گرجی است که از ۲۱ ژوئن ۲۰۱۸ به عنوان وزیر امور خارجه گرجستان فعالیت می‌کند. وی سابقاً ریاست کمیته وزیران شورای اروپا را برعهده داشت.

## رتبه دیپلماتیک
در سال ۲۰۰۷ به وی درجه سفیر ویژه و تام‌الاختیار اعطا شد.

## تحصیلات
در سال ۱۹۹۲ در رشته حقوق بین‌الملل از دانشگاه ایوانه جاواخیشویلی تفلیس فارغ‌التحصیل شد. او به زبان‌های انگلیسی و روسی تسلط کامل دارد.

## خانواده
زالکالیانی متأهل و دارای دو دختر است.